# تغير الطور

المحور الأفقي يمثل الزاوية (الطور) التي تتزايد مع الزمن.

تغير الطور أو تزحزح الطور (بالإنجليزية: phase change أو phase shift)‏ هو تغير يحدث في طور الموجة ويحدث في موجات الضوء وموجات الصوت.

## في موجات الضوء
يحدث تغير في طور موجات الضوء بمقدار 180 درجة عندما تنعكس عن سطح يتكون من وسط له معامل انكسار أكبر من معامل انكسار الوسط الذي ينتقل فيه الضوء.
موجة الضوء التي تنتقل في الهواء وتنعكس عن سطح زجاجي سوف يحدث لها تغير في الطور بمقدار 180 درجة. بينما موجة الضوء التي تنتقل في وسط الزجاج لن يحدث لها تغير في الطور بمقدار 180 درجة إذا انعكست عن سطح الهواء موازي لسطح الزجاج (لأن وسط الزجاج له معامل انعكاس أكبر من الهواء)، ولهذا السبب تكون الحدود الضوئية مخصصة كزوج مرتب هواء–زجاج أو زجاج–هواء، لتوضح المادة التي انتقل منها الضوء ثم المادة التي انتقل إليها (على الترتيب).
التغيرات في الطور التي تحدث بسبب الإنعاكس تلعب دورا مهما في تداخل الطبقات الرقيقة.

## في موجات الصوت
باعتبار أن موجات الصوت هي موجات طولية، عندما يحدث انتشار لموجات الصوت من وسط صلب إلى وسط مثل الهواء يحدث للموجة التي انعكست إلى الوسط الصلب تغير في الطور.